# Subjekti međunarodnog prava
Subjekti međunarodnog prava su svi entiteti kojima međunarodna zajednica priznaje međunarodnopravni subjektivitet. 
Subjekti međunarodnog prava su u prvom redu države. Postoje i drugi subjekti: međunarodne (međuvladine) organizacije, internacionalizirana područja i ustanici priznati kao zaraćene strane.